# Pediocactus despainii
Pediocactus despainii là một loài thực vật có hoa trong họ Cactaceae. Loài này được S.L. Welsh & Goodrich mô tả khoa học đầu tiên năm 1980.

## Hình ảnh

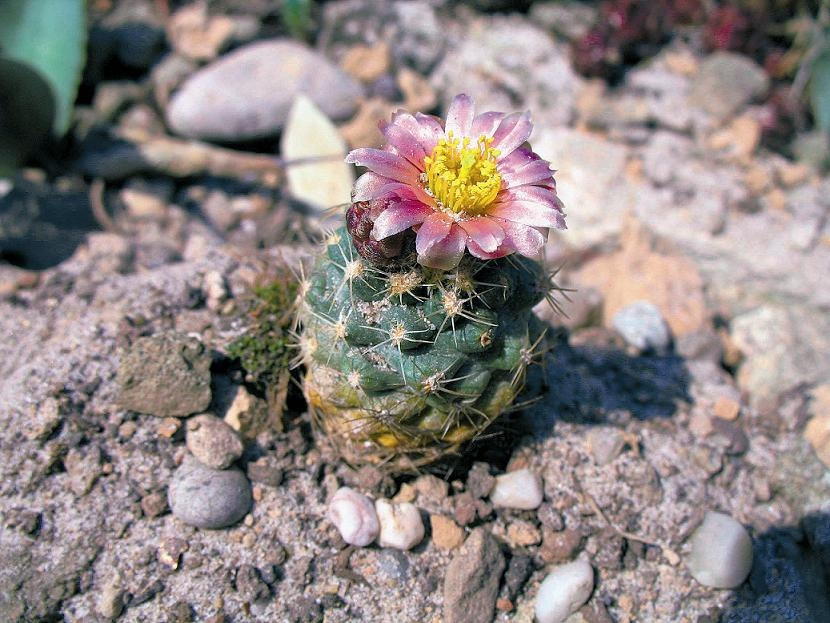
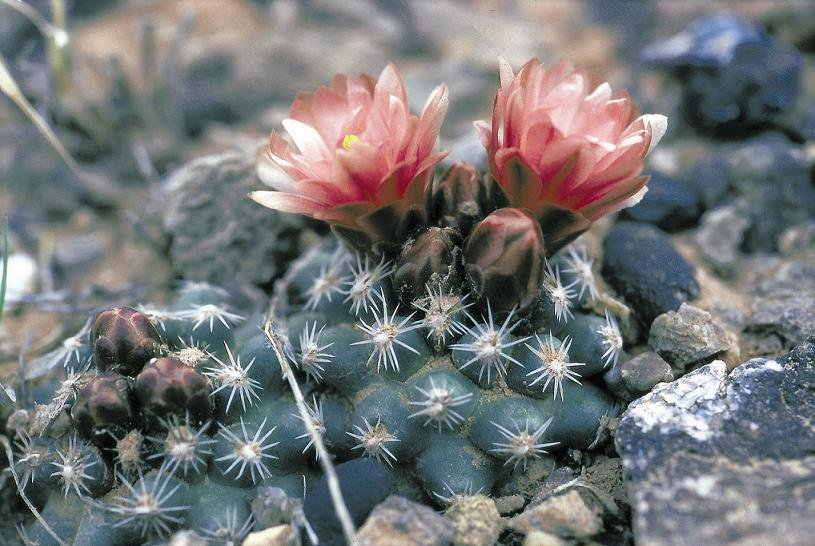
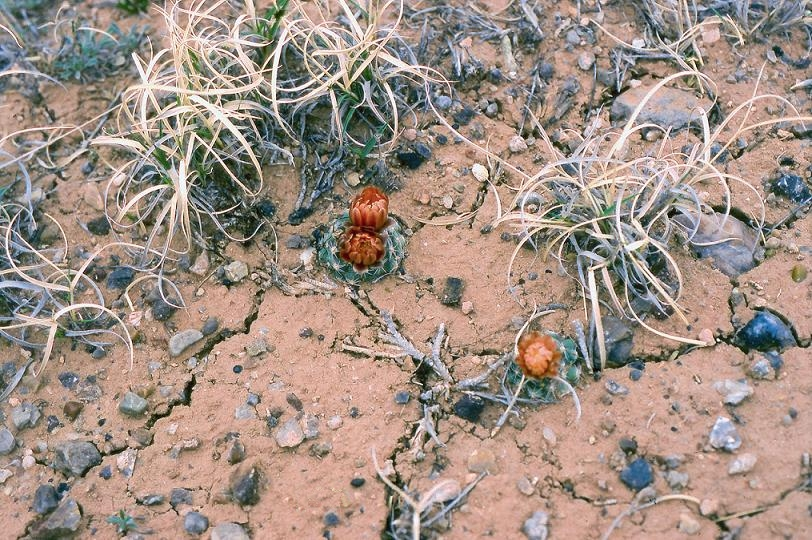
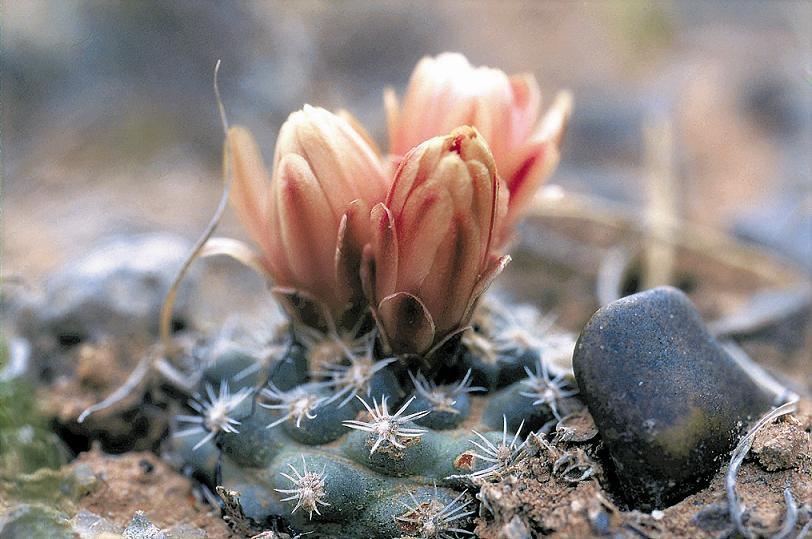